# Marquis de Sade (Film)
Marquis de Sade (Originaltitel: Marquis) ist eine satirische Komödie von Roland Topor und Henri Xhonneux aus dem Jahr 1989. Inspiriert vom Leben Marquis de Sades und dessen Schriften, spielt der Film, in dem alle Schauspieler Tiermasken tragen, zur Zeit der französischen Revolution.

## Handlung
Im Jahr der französischen Revolution sitzt Libertin Marquis de Sade wegen der Entweihung eines Kruzifixes in der Bastille. Während er die Avancen des homosexuellen Wärters Ambert abwehrt, nutzt Marquis die Zeit der Gefangenschaft zum Schreiben seiner meist pornografischen Schriften. Diese lässt er sich anschließend von seinem übergroßen Geschlechtsteil namens Colin vortragen, der im Dialog mit de Sade jedoch vor allem die Verwendung zu vieler Verben kritisiert und ansonsten gerne über Politik und (sexuelle) Freiheit philosophiert.
Währenddessen werden in der Bastille Verschwörungen, Intrigen und die Revolution geplant. So will der Priester beispielsweise den Marquis dazu verleiten, mit der schwangeren Mitgefangenen Justine zu schlafen, damit ihm das ungeborene Kind zugeschrieben werden kann, das während der Vergewaltigung Justines durch den König gezeugt wurde.
Gleichzeitig versuchen die Revolutionäre Lupin (der ehemalige Polizeichef) und Pigonou mit Hilfe ihrer Verbündeten, der dominanten Juliette, aus der Bastille auszubrechen um die Revolution zu beginnen.

## Hintergrund
Die fiktive Geschichte lehnt sich thematisch an Werk und Leben des Marquis de Sade an. Sie sticht vor allem durch ihre Inszenierung hervor. Der Regisseur Henri Xhonneux und vor allem der für das Drehbuch und die künstlerische Leitung verantwortliche Roland Topor verwenden unterschiedliche gestalterische Mittel, um die Geschichte in Szene zu setzen:
- Augenscheinlichstes Stilmittel sind aufwendige Tiermasken, welche die Schauspieler über den Köpfen tragen. Dadurch ist nur wenig Mimik in den Gesichtern zu erkennen, stattdessen werden Gestik und die Dialoge zwischen den Protagonisten betont.
- Einzelne Szenen enthalten zudem Knetfigurenanimationen. Dies – und die Darstellung der Protagonisten als Tiere mittels Masken – führt an verschiedenen Stellen zu Vergleichen mit Peter Jacksons Meet the Feebles, die jedoch irreführend sind, da reale Darsteller in den Kostümen stecken und Marquis kein Animationsfilm im eigentlichen Sinne ist.[2]
- Marquis de Sade ist nicht die erste Zusammenarbeit von Henri Xhonneux und Roland Topor: Die erfolgreich gemeinsam produzierte Fernsehsendung Die Sendung mit der Katze (französischer Titel: Téléchat) lief von 1983 bis 2002 (drei Staffeln) im französischen Fernsehen, im deutschen Fernsehen innerhalb der Sendung "Spaß am Dienstag" ab 1988 (nur die erste Staffel).
- Eine weitere personelle Überschneidung zwischen beiden Formaten findet sich bei der Sprecherin Valérie Kling. Bei Marquis spricht sie die Stimme des Colin, in Téléchat ist sie verantwortlich für die Figuren Mic Mac, Sophie la cuillère und Raymonde la fourchette.
- Arte widmete dem Film ein Bonus-Feature mit dem Titel Der göttliche Marquis – Drei Annäherungen an Roland Topors "Marquis" [3] mit Hintergrundinformationen zur realen Person des Marquis und zur Entstehung des Films in der Kategorie Trash.[4]
- Die Filmpremiere in Frankreich war am 26. April 1989, in den USA erst am 3. Juli 1991.[5]

## Kritiken
„Trotz einiger zotiger und drastischer Elemente baut der Film ganz auf die Wechselwirkung der trocken-polemischen Dialoge zwischen de Sade und Colin, die deftige Politsatire und die fieberhaften sexuellen Horrorvisionen des Schriftstellers. Auf diesem Umweg gelingt es Marquis, sich dem Geist der Vorlage tatsächlich anzunähern. Dies ist eine erstaunliche Leistung angesichts der Radikalität der literarischen und historischen Quellen.“

„FAZIT: "Marquis" ist wohl einer der mit Abstand aussergewöhnlichsten Filme, die man je zu Gesicht bekommen hat. […] Und so kann man wohl ohne jede Übertreibung festhalten, dass es sich hier um ein visuell berauschendes Stück Film handelt, an dem jeder Liebhaber des Einzigartigen seine helle Freude haben dürfte. 8,5/10“

„FAZIT: Wer auf der Suche nach Schönheit im Abseitigen ist, stellt sich dieses groteske Kleinod von einem surrealistischen Puppenspielfilm schnellstens ins Regal. […] WERTUNG: 8 von 10 Hummern (mit Mayonnaise!)“

„Dieser Film ist herrlich! Der obszöne Humor bewegt sich nie auf flachem Stammtischniveau, dafür spielen sich viel zu viele Gags im köstlichen Dialogwitzbereich ab. Die trockenen Gespräche des Hundes mit seinem Penis wirken nie abstoßend vulgär, sondern sind wegen der hohen Dialogqualität immer belustigend und amüsierend. […] Ein grotesker, obszöner, wilder, ordinärer, surrealistischer Traum des Schwarzen Humors mit einer Muppetpuppe als Hauptfigur, die mit ihrem Phallus spricht. Was will man bitte mehr?“